# Айгнер, Кристиан Пётр
Кристиан Пëтр Айгнер (пол. Chrystian Piotr Aigner; 1756, Пулавы, Речь Посполитая — 9 февраля 1841, Флоренция, Великое герцогство Тосканское) — польский архитектор эпохи классицизма.

## Биография
В ходе нескольких поездок в Италию в компании со своим покровителем и товарищем Станиславом Косткой Потоцким, приобрëл обширные знания в архитектуре. Позже обучался в Италии.
С 1817 — профессор отделения изящных искусств Варшавского университета. До отъезда на постоянное жительство в Италию в 1827, активно работал в Варшаве и Кракове.
По его проектам в польской столице создан целый ряд зданий в стиле классицизма.
В своих работах — перестройка дворца Радзивиллов (дворца наместника; 1818—1819) и костёл святого Александра (1818—1825) в Варшаве, павильоны парка и костёл в усадьбе Пулавы (1-е десятилетие XIX века) — Айгнер стремился к монументальности и простоте форм.
Разработал типовые проекты жилых, общественных и промышленных зданий, получившие в Польше широкое применение. Проектировал сооружённый в 1808 г. в Калише легионом генерала Заиончека памятник Наполеону I и памятник Копернику (1810).
Автор теоретических работ, в том числе «Рассуждения о древних и славянских святынях».
Поддержал восстание Костюшко в 1794 году. Написал краткое пособие о боевых косах и пиках, в котором изложил теорию и методы использования их косиньерами на полях сражений.
В Царстве Польском был награждён орденом святого Станислава 3-й степени.

## Избранные работы
- Дворец в с. Иголомя
- Перестройка Ланьцутского замка
- Фасад костёла в Мендзыжец-Подляски
- Храм Сивиллы, готический домик и костёл в усадьбе Пулавы
- Костёл святого Александра (Сувалки)
- Костёл св. апостолов Петра и Павла в Жижине
- в Варшаве:
  - Дворец Красинских в Урсынове
  - костёл святого Александра
  - Фасад костёла св. Анны (Средместье) (совместно со Станиславом Косткой Потоцким)
  - Фасад костёла св. Андрея
  - Перестройка Королевского Арсенала
  - Перестройка главного приемного зала в Вилянувском дворце
  - Вилла княгини Изабеллы Любомирской
  - Библиотека И. Потоцкого
  - Здание Монетного двора
  - Астрономическая обсерватория
  - Дворец наместников (теперь Президентский дворец) и др.

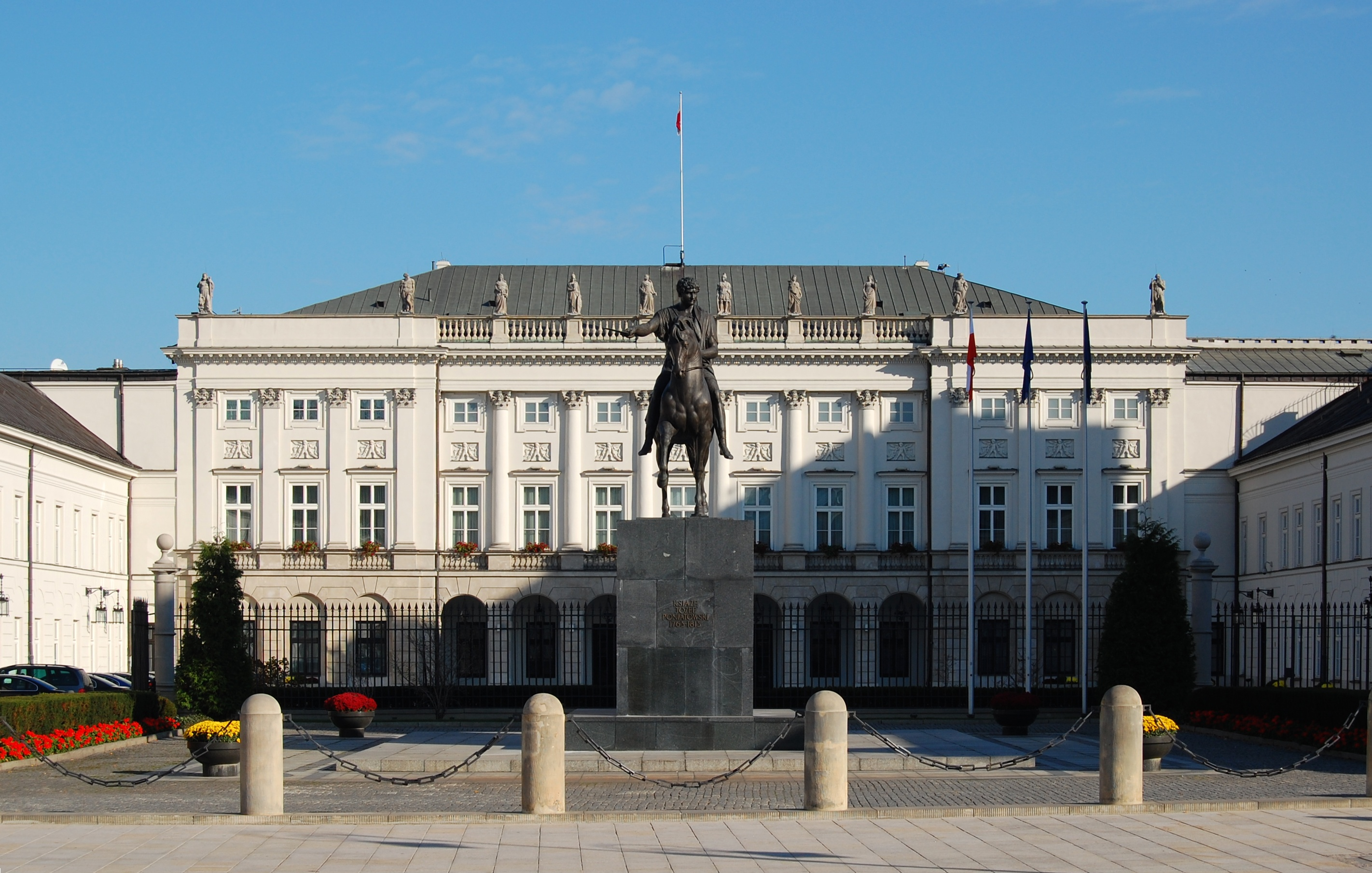
Дворец наместников (теперь Президентский дворец в Варшаве)
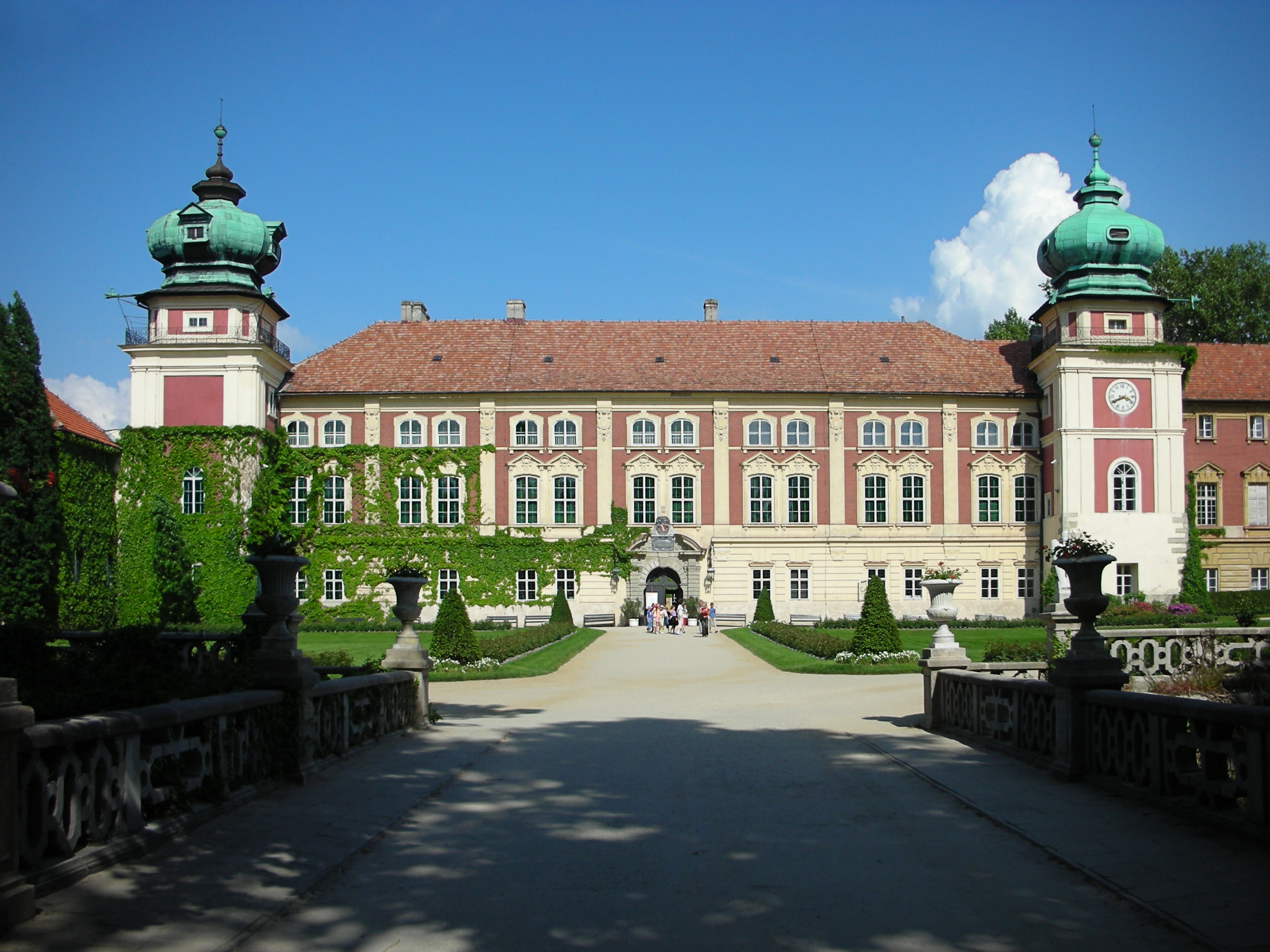
Ланьцутский замок
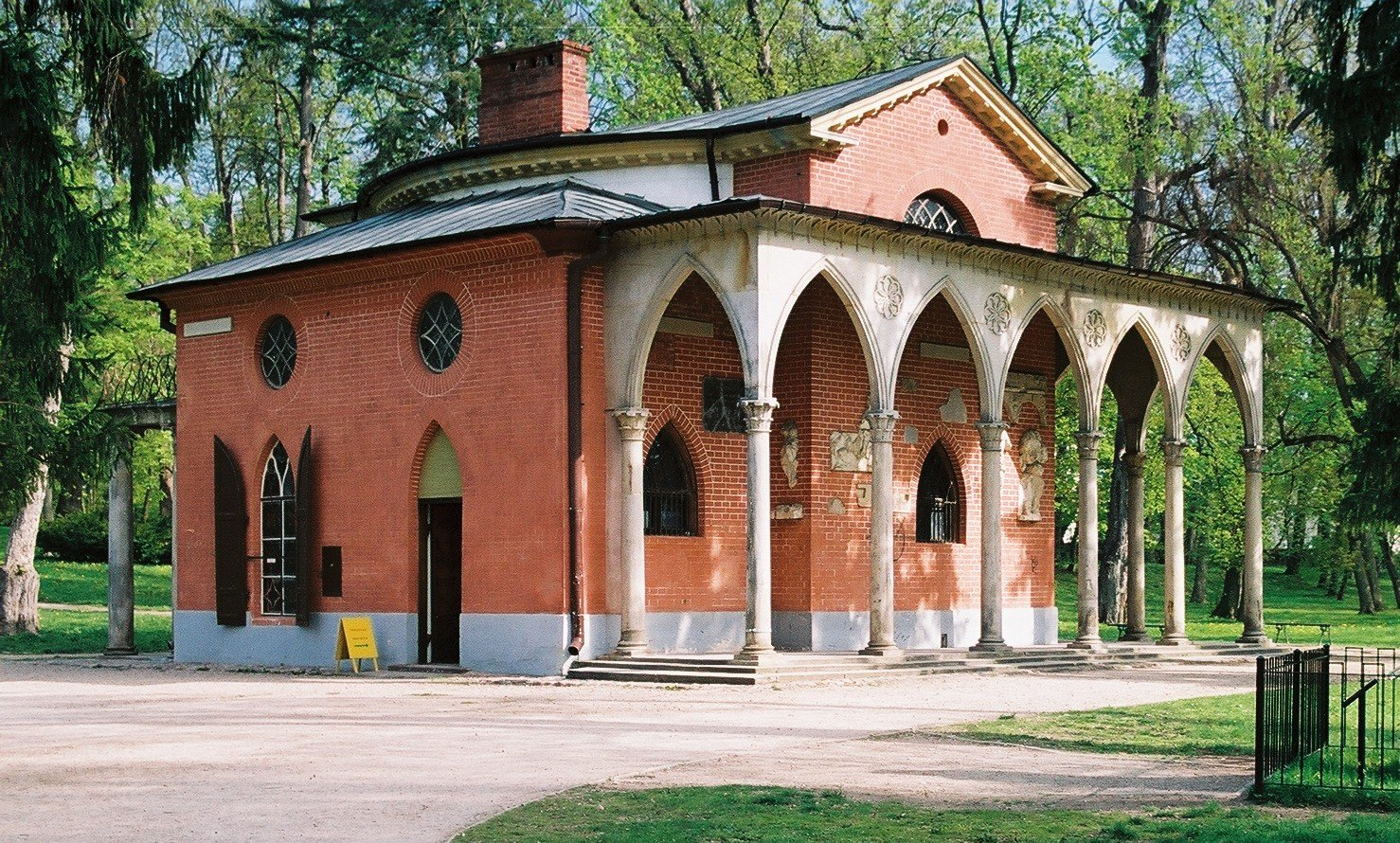
Готический домик в Пулавах
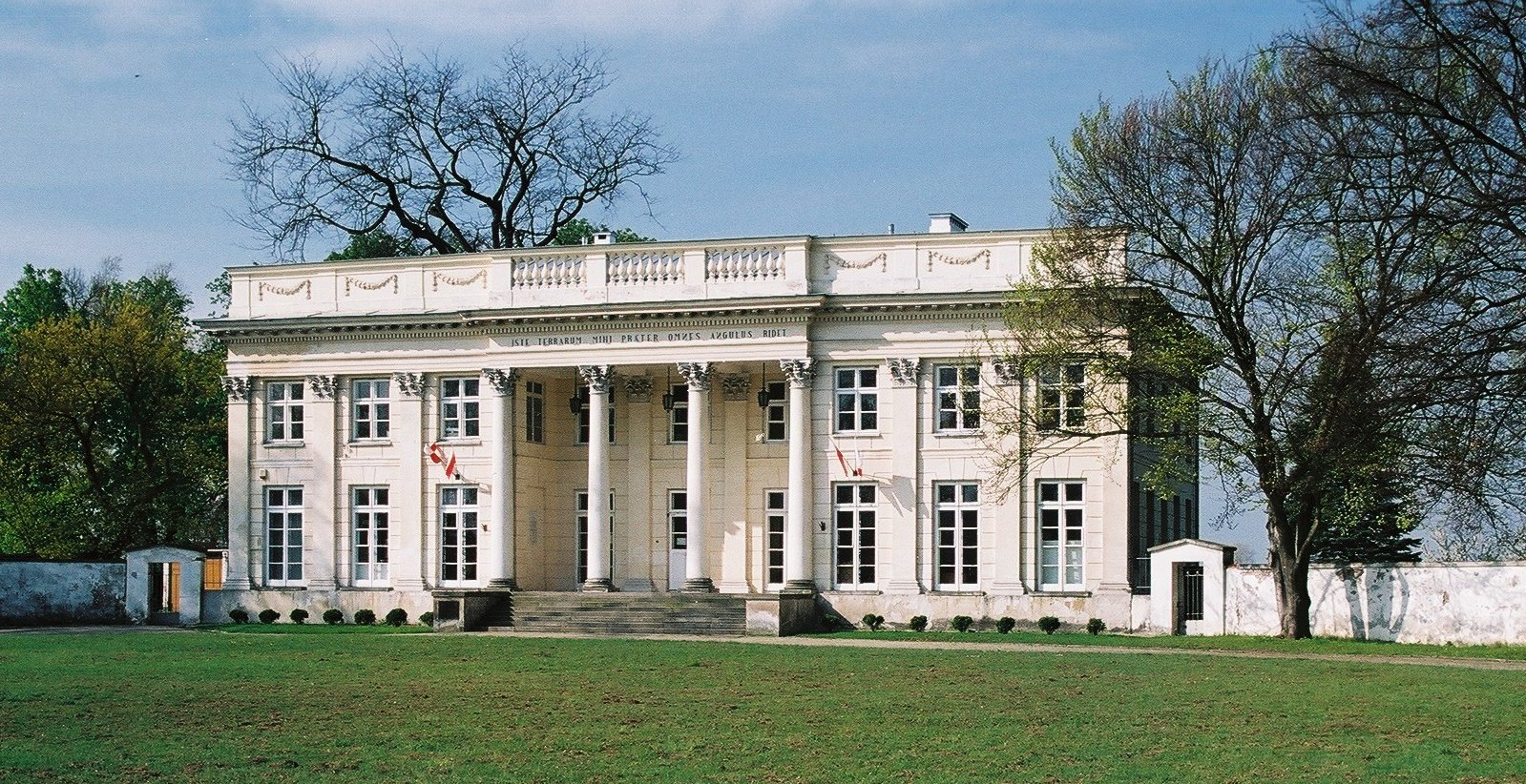
Дворец Маринки, Пулавы
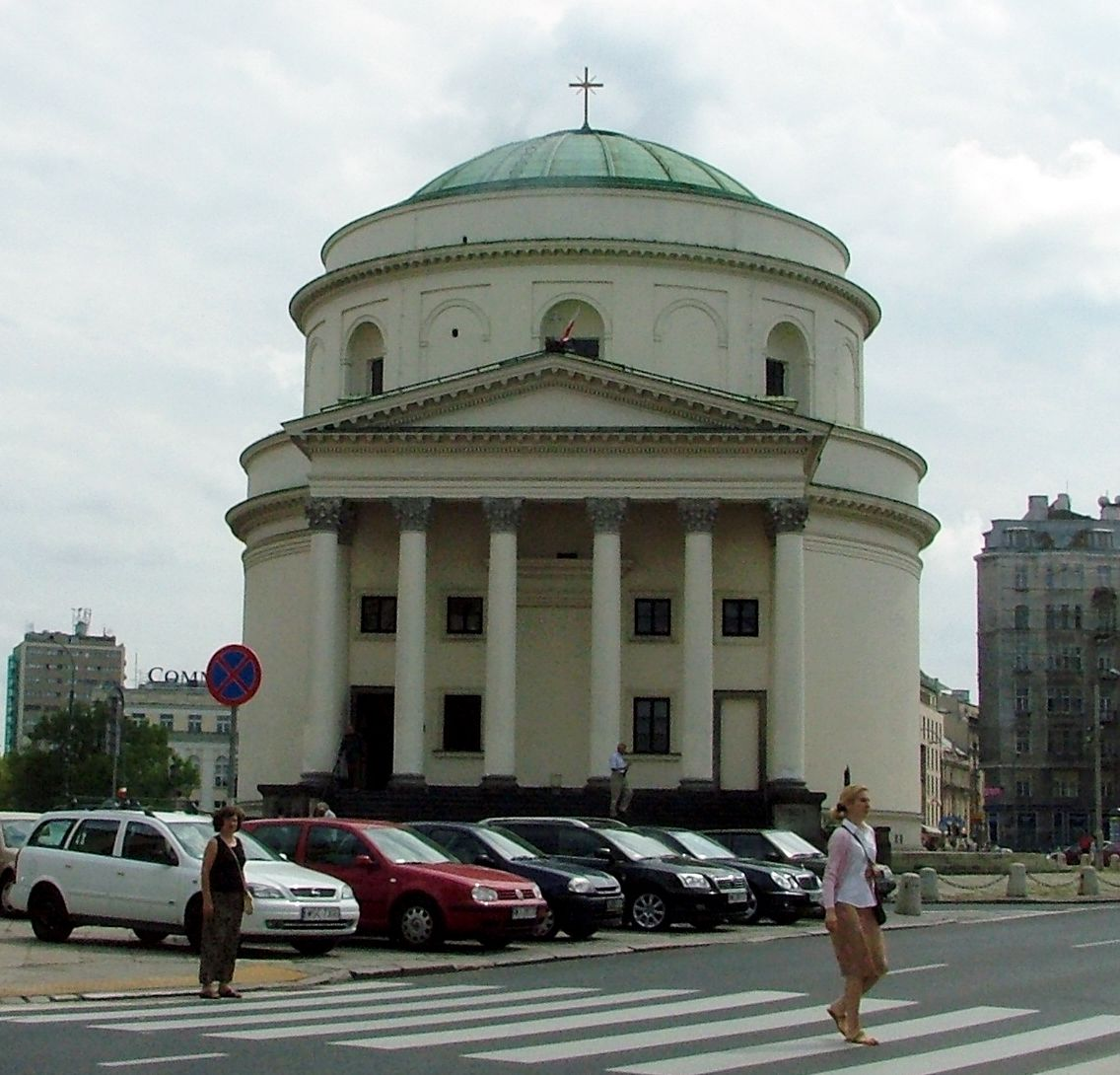
Костёл святого Александра в Варшаве